# 福岡県道773号木元白鳥線
福岡県道773号木元白鳥線（ふくおかけんどう773ごう きのもとしらとりせん）は、福岡県柳川市を通る一般県道である。

## 概要
柳川市三橋町木元から柳川市三橋町白鳥に至る。
全区間が旧山門郡三橋町内にあり、福岡県道703号柳川筑後線と国道443号を結んでいる。古い住宅地を貫通するため、ほとんどの区間で幅員が狭く、見通しが悪い。小学校の通学路でもある。並行する福岡県道83号大和城島線または福岡県道772号徳益蒲船津線（旧道）を利用した方が走りやすい。

### 路線データ
- 起点：福岡県柳川市三橋町木元（福岡県道703号柳川筑後線交点）
- 終点：福岡県柳川市三橋町白鳥（島田天満宮前交差点、国道443号交点）

## 路線状況

### 道路施設

#### 橋梁
- 島町橋（沖端川、柳川市）
- 百園橋（塩塚川、柳川市）

## 地理

### 通過する自治体
- 柳川市

### 交差する道路
| 交差する道路                       | 交差する場所 | 交差する場所              |
| ---------------------------------- | ------------ | ------------------------- |
| 福岡県道703号柳川筑後線            | 三橋町木元   | 起点                      |
| 福岡県道703号柳川筑後線 / バイパス | 三橋町百町   | 二ツ河小学校南交差点      |
| 国道443号                          | 三橋町白鳥   | 島田天満宮前交差点 / 終点 |

### 沿線
- 柳川市立二ツ河小学校
- 島田天満宮
- 三橋郵便局
- 柳川市立三橋中学校
- 柳川市役所 三橋庁舎